# Список Національних героїв Азербайджану

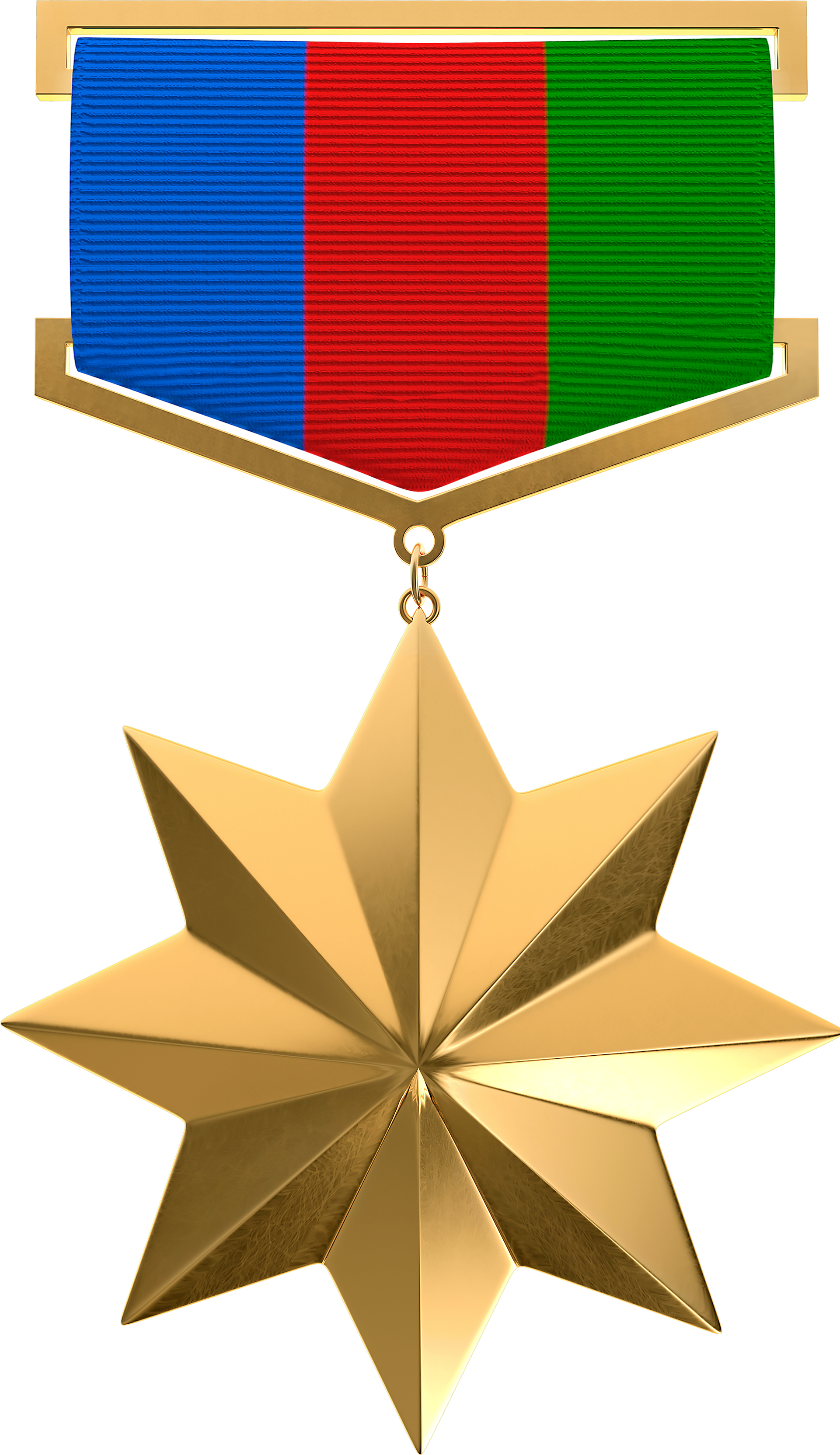
Медаль «Золота Зірка»

Список Національних Героїв Азербайджану

## Список
| Дата                                      | Фото | Прізвище Ім'я Друге ім'я         | Дата народження | Місце народження                                      | Дата смерті       | Місце смерті                              |
| ----------------------------------------- | ---- | -------------------------------- | --------------- | ----------------------------------------------------- | ----------------- | ----------------------------------------- |
| 7 липня 1992                              |      | Агарунов Альберт Агарунович      | 25 квітня 1969  | пос. Амірджан, Азербайджанська РСР                    | 8 травня 1992     | Шуша, Шушинський район                    |
| 4 квітня 1995                             |      | Алієв, Аміраслан Рза огли        | 30 серпня 1960  | Нахічевань, Нахічеванська АРСР, Азербайджанська РСР   | 17 березня 1995   |                                           |
| 9 жовтня 1994                             |      | Алієв, Надір Аліш огли           | 30 липня 1962   | с. Аліагали, Агдамський район, Азербайджанська РСР    | 22 липня 1993     | с. Гіясли, Агдамський район               |
| 6 листопада 1992                          |      | Аскерова, Салатін Азіз Кізі      | 16 грудня 1961  | Баку, Азербайджанська РСР                             | 15 жовтня 1992    | с. Галадересі, Лачинський район           |
| 7 липня 1992                              |      | Ахмедов, Ріад Фікрет огли        | 20 грудня 1956  | Баку, Азербайджанська РСР                             | Пропав безвісти   | Пропав безвісти                           |
| 24 лютого 1993                            |      | Багіров, Аллахверді Теймур огли  | 22 квітня 1946  | Агдам, Азербайджанська РСР                            | 12 червня 1992    | поблизу с. Нахчіванли, Аскеранський район |
| 6 червня 1992                             |      | Гаджиєв, Аліф Патіф огли         | 24 червня 1953  | Ходжали, Нагірно-Карабаська АО, Азербайджанська РСР   | 26 лютого 1992    | Ходжали, Ходжалінський район              |
| 7 червня 1992                             |      | Гулієв, Агіл Сахіб огли          | 19 вересня 1963 | село Уруд, Сісіанскій район, Вірменська РСР           | 25 лютого 1992    | Ходжали, Ходжалінський район              |
| 9 листопада 1994                          |      | Гулієв, Вагіт Габібулла огли     | 20 вересня 1955 | с. Кумлак, Джебраільський район, Азербайджанська РСР  |                   |                                           |
| 4 липня 1992 (Анулювати з 14 лютого 1993) |      | Гусейнов, Сурет Давуд огли       | 12 лютого 1959  | Гянджа, Азербайджанська РСР                           |                   |                                           |
| 7 липня 1992                              |      | Гусейнов, Тофик Мірсіяб огли     | 19 квітня 1954  | Ходжали, Азербайджанська РСР                          | 26 лютого 1992    | Ходжали, Ходжалінський район              |
| 22 липня 2010                             |      | Ібрагімов, Мубаріз Агакерім огли | 7 лютого 1988   | с. Аліабад, Білясуварський район, Азербайджанська РСР | 18 червня 2010    | поблизу с. Чайли, Тертерський район       |
| 7 грудня 1992                             |      | Магеррамов, Асіф Юсиф огли       | 26 липня 1952   | Агдам, Агдамський район, Азербайджанська РСР          | 1 липня 1994      | Ялта, Україна                             |
| 11 грудня 1994                            |      | Мамедов, Ельдар Харун огли       | 10 січня 1968   | Баку, Азербайджанська РСР                             | 24 лютого 1993    | близ Агдере, Тертерський район            |
| 6 листопада 1992                          |      | Мустафаєв, Алі Мустафа огли      | 14 квітня 1952  | с. Ґазахбейлі, Ґазахський район, Азербайджанська РСР  | 20 листопада 1991 | близ с. Гаракенд, Мартунинський район     |
| 6 листопада 1992                          |      | Мустафаєв, Чингіз Фуад огли      | 29 серпня 1960  | Баку, Азербайджанська РСР                             | 15 червня 1992    | с. Нахчіванли, Аскеранський район         |
| 8 жовтня 1992                             |      | Халілбейлі Тебріз Халіл Рза      | 12 лютого 1964  | Баку, Азербайджанська РСР                             | 31 січня 1992     | с. Нахіджеванік, Аскеранський район       |
| 29 грудня 2024                            |      | Хокума Джаліл кизи Алієва        | 8 серпня 1991   | с. Сусузлуг, Азербайджанська РСР                      | 25 грудня 2024    | поблизу Актау                             |